# Замок Баллінахо
Замок Баллінахо (англ. Ballynahow Castle, ірл. Caisleán Bhaile na hAbha) — замок Валє на х-Ава, замок Міста Абата — один із замків Ірландії, розташований в графстві Тіпперері, на відстані 2,9 милі від селища Тарл, на західному березі річки Фарнайбрідж (притока річки Шур). Нині це пам'ятка історії та архітектури Ірландії національного значення.

## Історія замку Баллінахо
Замок Баллінахо побудований на початку XVI століття аристократичною родиною Перселл — феодалами норманського походження, що володіли титулом баронів Ламо (Лохмо). Століттями Перселли володіли цим замком аж доки не передали цей замок у державну власність у 1930 році.
Замок являє собою вежу, що здіймається на висоту 50 футів. Вежа висотою 5 поверхів, має щілинні бійниці. Є великі каміни на другому та четвертому поверхах. У північній стіні є вхід до таємної кімнати, яка вмурована в стіни. У давнину дах був дерев'яним, потім покрівлю замінили на черепицю.